# Agostino Ghesini
Agostino Ghesini (ur. 4 sierpnia 1958 w Rawennie) – włoski lekkoatleta specjalizujący się w rzucie oszczepem.
Uczestnik igrzysk olimpijskich w Los Angeles (1984) - z wynikiem 72,96 zajął 23. miejsce w kwalifikacjach i nie awansował do finału. Ósmy zawodnik mistrzostw Europy, które w 1982 roku odbywały się w Atenach (rzucił wówczas 81,10). W 1983 zwyciężył w igrzyskach śródziemnomorskich uzyskując wynik 79,28. Wielokrotny reprezentant Włoch - także w meczach międzypaństwowych. Pięciokrotny mistrz Włoch (1981, 1982, 1983, 1984 i 1986). Rekord życiowy: 89,12 (9 czerwca 1983, Rawenna), wynik ten był rekordem Włoch do zmiany modelu oszczepu (1986).